# Grasseiteles opaculus
Grasseiteles opaculus là một loài tò vò trong họ Ichneumonidae.